# Suela Mëhilli
Suela Mëhilli (* 28. Januar 1994 in Vlora) ist eine albanische Skirennläuferin aus der Region um die italienische Stadt Mondovì.

## Werdegang
Mit drei Jahren zog Mëhilli mit ihren Eltern nach Italien. Dort begann sie mit dem Skisport. Ihre ersten internationalen Wettbewerbe bestritt sie bei Junioren-Rennen im italienischen Sestriere im Dezember 2009. Früh spezialisierte sie sich auf Slalom und Riesenslalom, bestritt aber zwischendurch auch Rennen im Super-G. Bis Ende 2013 absolvierte sie lediglich Junioren-Rennen auf nationaler Ebene, bevor sie im Januar 2014 erstmals zu Universitätsläufen ins französische Les Menuires reiste. Nach Rang 21 im Riesenslalom und Rang 24 im Slalom nahm sie einige Tage später erstmals bei einem Senioren-FIS-Rennen in Le Sauze teil. 
Vier Wochen später startete sie trotz fehlender Starts im Alpinen Skiweltcup mit Hilfe einer Wildcard für ihr Heimatland Albanien bei den Olympischen Winterspielen 2014 im russischen Sotschi. Sie war neben Erjon Tola eine von zwei albanischen Startern und die erste Frau, die für Albanien an Winterspielen teilnahm. Mëhilli startete im Slalom und im Riesenslalom – im Slalom wurde sie disqualifiziert, im Riesenslalom belegte sie den 60. Platz.
Nach den Spielen bestritt sie in Pian del Frais und Prato Nevoso vier FIS-Rennen und erreichte dabei gute Top-20-Platzierungen. Auch in der Folge nahm sie an diversen FIS-Rennen, Junioren-Rennen, Citizen-Rennen und nationalen Meisterschaften teil. Im Dezember 2016 konnte sie im türkischen Erzurum (Palandöken) drei FIS-Rennen und die nationalen Meisterschaften gewinnen.
Bei den Weltmeisterschaften 2015 in Vail/Bever Creek und 2017 in St. Moritz startete sie im Riesenslalom und Slalom. Im Riesenslalom kam sie auf Platz 73 resp. zwei Jahre später auf Platz 69, im Slalom im Jahr 2015 auf Platz 63, während sie 2017 disqualifiziert wurde. Bei den Olympischen Winterspielen 2018 in Pyeongchang trat sie erneut im Slalom und Riesenslalom an. Beim Slalom schied sie im ersten Lauf aus. Beim Riesenslalom tags zuvor hatte sie sich im zweiten Lauf vom 60. auf den 53. Rang verbessern können.